# Knjaz
Knjaz’, kniaz o knez è una parola di alcune lingue slave che indica un grado nobiliare. Di solito è tradotto con principe o duca (dux) anche se il significato non è esattamente lo stesso. Al femminile si usa il termine russo knjaginja o in serbo-croato kneginja.
Il titolo è pronunciato e scritto allo stesso modo in varie lingue dell'Est europeo. Nei linguaggi slavi occidentali, come il croato, il polacco e il sorabo, la parola si è evoluta fino a significare «signore» e in ceco, polacco e slovacco anche nel senso di «prete» (kněz, ksiądz, kňaz) come pure di «duca» (knez, kníže, książę, knieža).

## Etimologia
L'etimologia è direttamente collegabile alle parole germaniche king (inglese), König (tedesco) e konung (scandinavo). La forma protoslavica era kǔningǔ, kъnędzь, nello slavo orientale knjaz, in polacco ksiądz, in croato knez, in ceco kněz, e probabilmente dovette essere un prestito recente della lingua germanica, in una forma che si ritrova anche nel finlandese e nell'estone kuningas.